# Soko J-21 Jastreb
Soko J-21 Jastreb je jednomístný, lehký útočný a průzkumný letoun navržený v Jugoslávii v 60. letech. Je úzce spjat s podobným dvoumístným cvičným letounem a lehkým útočným letounem G-2 Galeb. Letadlo bylo postaveno v továrně SOKO v Mostaru v Jugoslávii. Byly používány v silách jugoslávského letectva až do jeho zániku v roce 1991.

## Konstrukce
Pohonnou jednotku tvoří jeden motor Viper Mk 531, který byl vyráběn na základě licence Rolls-Royce. Trup letadla je zkonstruován z hliníkové slitiny. Poměrně silné křídlo poskytuje dostatek místa pro palivové nádrže a hlavní zatahovací podvozek, i když mírně zhoršuje letové vlastnosti stroje. Podvozek s nízkonatlakovanými pneumatikami umožňuje letadlu operovat i z neupravených vzletových ploch. V porovnání s Galebem má Jastreb zesílenou konstrukci, díky čemuž může nést více zbraní než jeho předchůdce. Kromě tří kulometů Browning AN/M3 ráže 12,7 mm, umístěných v nose letadla, je J-21 schopný nést až 800 kg další výzbroje. Na 8 závěsnících může mít zavěšené pumy, rakety nebo přídavné palivové nádrže.

## Operační nasazení

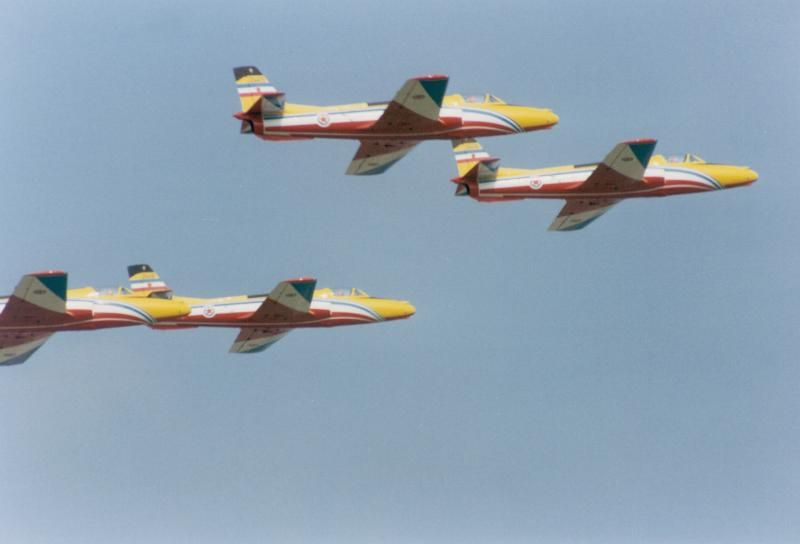
Letadla J-21 na letecké show v Lublani

### Válka v Jugoslávii
28. února 1994 narušilo šest letadel J-21 a dvě J-22 Orao bezletovou zónu nad Bosnou, aby bombardovaly Novi Travnik. V té době hlídkovaly v oblasti americké stíhačky F-16. Dva piloti J-22 si po bombardování všimli americké F-16, letící nad nimi. Ihned opustili oblast a přízemním letem se dostali do Chorvatska, kam je američtí piloti nemohli pronásledovat. Na zbytek skupiny letadla F-16C zaútočila a čtyři stroje se jim podařilo sestřelit. K třem sestřelům došlo pomocí tepelně naváděných raket Sidewinder a jeden za pomoci střely AMRAAM.

## Specifikace (SOKO J-21)

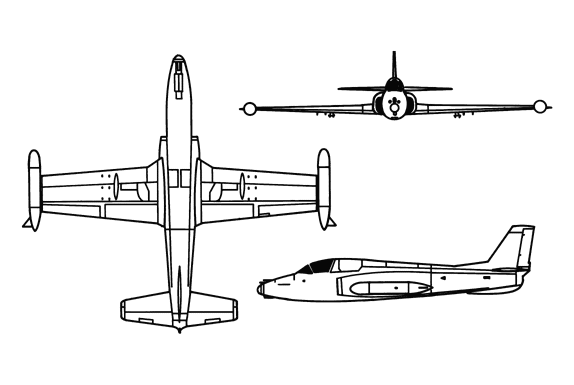
Nákres J-21 Jastreb

### Technické údaje
- Osádka: 1 (pilot)
- Rozpětí: 10,56 m
- Délka: 10,88 m
- Výška: 3,64 m
- Nosná plocha: 19,43 m²
- Maximální vzletová hmotnost: 5 100 kg
- Pohonná jednotka: 1 × BMB (Rolls-Royce/Bristol Siddeley) Viper Mk 531
  - Tah: 13,32 kN

### Výkony
- Maximální rychlost: 820 km/h
- Dostup: 12 000 m
- Stoupavost: 1 260 m/min
- Dolet: 3 210 km

### Výzbroj
- 3 × kulomet Colt-Browning M3 ráže 12,7 mm
- 800 kg nejrůznější munice